# Europejski Komisarz ds. spójności i reformy

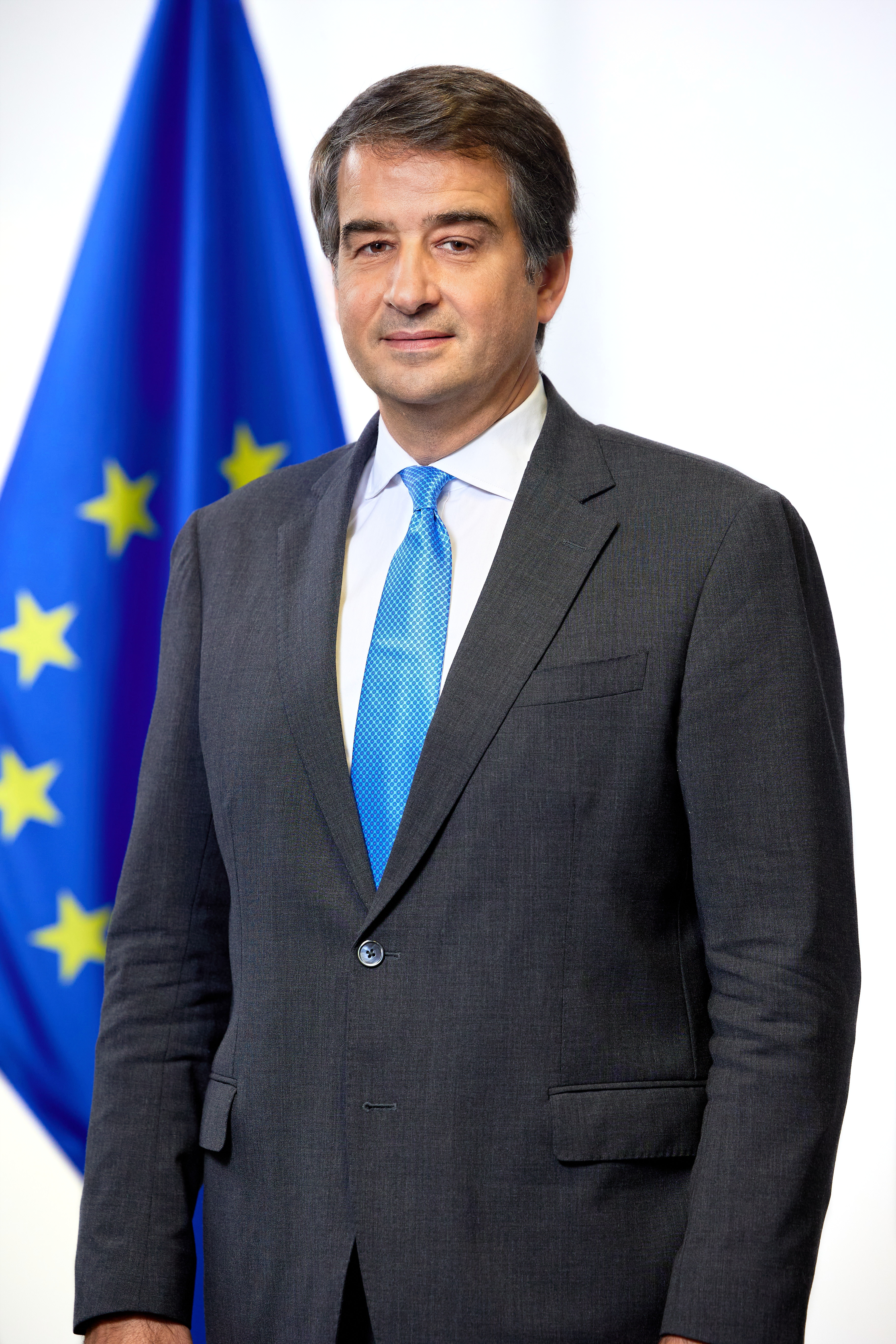
Wiceprzewodniczący wykonawczy Komisji Europejskiej ds. spójności i reformy – Raffaele Fitto

Europejski Komisarz ds. spójności i reformy – członek Komisji Europejskiej. Stanowisko kluczowe w kontekście budowy silniejszej, bardziej zrównoważonej i zjednoczonej Europy. Główną misją osoby pełniącej tę funkcję jest wspieranie inwestycji oraz reform, które wzmacniają gospodarki i społeczeństwa Unii Europejskiej, zapewniając jednocześnie równomierny rozwój wszystkich regionów. Działania te muszą być zgodne z celami Zielonego Ładu, transformacji cyfrowej i zrównoważonego rozwoju. W szczególności, wiceprzewodniczący koordynuje wdrażanie planów odbudowy i zwiększenia odporności gospodarek w oparciu o program NextGenerationEU, mając na uwadze potrzeby lokalnych społeczności, rozwój miast oraz eliminację regionalnych nierówności. Misja opiera się na zasadach współpracy, zrównoważoności oraz dążeniu do uproszczenia i zwiększenia efektywności działań instytucji unijnych. Obecnym komisarzem jest Raffaele Fitto (w randze wiceprzewodniczącego wykonawczego).

## Powstanie stanowiska
Stanowisko powstało w ramach szerszych reform strukturalnych Komisji Europejskiej, zaproponowanych przez jej przewodniczącą, by lepiej dostosować działania instytucji do współczesnych wyzwań globalnych i europejskich. W liście misyjnym przewodnicząca podkreśliła, że cele spójności i reform są kluczowe dla przeciwdziałania regionalnym nierównościom, wspierania zrównoważonego rozwoju oraz realizacji priorytetów unijnych w zakresie transformacji ekologicznej i cyfrowej. Wiceprzewodniczący ma za zadanie nie tylko koordynować politykę spójności, ale także wspierać państwa członkowskie i regiony w wdrażaniu reform gospodarczych oraz inwestycji związanych z odbudową po kryzysach i przekształcaniem gospodarek na bardziej innowacyjne i odporne. Rola ta została dodatkowo wzmocniona przez wprowadzenie programu NextGenerationEU, który wymaga spójnej i skoordynowanej implementacji reform i inwestycji.

## Zakres obowiązków
Wiceprzewodniczący wykonawczy Komisji Europejskiej ds. spójności i reformy odpowiada za:
- koordynacja wdrażania reform i inwestycji określonych w Planach Odbudowy i Zwiększenia Odporności państw członkowskich, zgodnie z harmonogramem wydatków przewidzianym do 2026 roku,
- wspieranie zrównoważonego rozwoju gospodarczego, społecznego i terytorialnego w ramach polityki spójności, ze szczególnym uwzględnieniem likwidacji regionalnych nierówności,
- opracowywanie i promowanie polityki wzrostu oraz modernizacji regionów i miast, w tym rozwój infrastruktury, cyfryzacji, edukacji, mobilności i dostępu do usług publicznych,
- wspieranie przejścia na zieloną i cyfrową gospodarkę w ramach realizacji celów Zielonego Ładu i adaptacji do zmian klimatycznych,
- koordynacja działań w zakresie sprawiedliwej transformacji regionów, w tym efektywne wykorzystanie Funduszu Sprawiedliwej Transformacji,
- promowanie i wdrażanie Agendy dla Miast, obejmującej kwestie takie jak dostępne mieszkalnictwo, mobilność, inkluzja społeczna, digitalizacja i zrównoważony rozwój,
- wzmocnienie widoczności i promocji projektów unijnych poprzez wizyty w regionach oraz dialog z lokalnymi społecznościami, władzami i interesariuszami,
- monitorowanie i wspieranie inicjatyw wspierających regiony najbardziej dotknięte agresją Rosji oraz pomoc w ich gospodarczym i społecznym dostosowaniu,
- przygotowanie przyszłościowej polityki spójności uwzględniającej rozszerzenie UE oraz wspieranie krajów kandydujących w procesach reform,
- współpraca z innymi członkami Komisji Europejskiej na rzecz realizacji celów zrównoważonego rozwoju, w tym celów ONZ do 2030 roku,
- przeciwdziałanie dezinformacji oraz zapewnienie skutecznej komunikacji działań Komisji na szczeblu lokalnym, krajowym i europejskim,
- uproszczenie przepisów oraz zmniejszenie obciążeń administracyjnych dla przedsiębiorstw i regionów, z naciskiem na efektywne i transparentne wykorzystanie środków UE.

## Lista komisarzy
|    | Komisarz                                | Lata      | Komisja               |
| -- | --------------------------------------- | --------- | --------------------- |
| 1  | Hans von der Groeben                    | 1967–1970 | Rey                   |
| 2  | Albert Borschette                       | 1973–1977 | Malfatti, Mansholt    |
| 3  | George Thomson                          | 1973–1977 | Ortoli                |
| 4  | Antonio Giolitti                        | 1977–1985 | Jenkins, Thorn        |
| 5  | Grigoris Varfis                         | 1985–1989 | Delors I              |
| 6  | Bruce Millan                            | 1993–1995 | Delors II, Delors III |
| 7  | Monika Wulf-Mathies                     | 1995–1999 | Santer                |
| 8  | Michel Barnier                          | 1999–2004 | Prodi                 |
| 9  | Jacques Barrot                          | 2004      | Prodi                 |
| 10 | Danuta Hübner                           | 2004–2009 | Barroso I             |
| 11 | Paweł Samecki                           | 2009–2010 | Barroso I             |
| 12 | Johannes Hahn                           | 2010–2014 | Barroso II            |
| 13 | Corina Crețu                            | 2014–2019 | Juncker               |
| 14 | Elisa Maria da Costa Guimarães Ferreira | 2019–2024 | von der Leyen I       |
| 15 | Raffaele Fitto                          | od 2024   | von der Leyen II      |